# Kaufdorf
Kaufdorf es una comuna suiza del cantón de Berna, situada en el distrito administrativo de Berna-Mittelland. Limita al norte con la comuna de Toffen, al este con Gelterfingen, al sur con Rümligen, y al oeste con Rüeggisberg.
Hasta el 31 de diciembre de 2009 situada en el distrito de Seftigen.

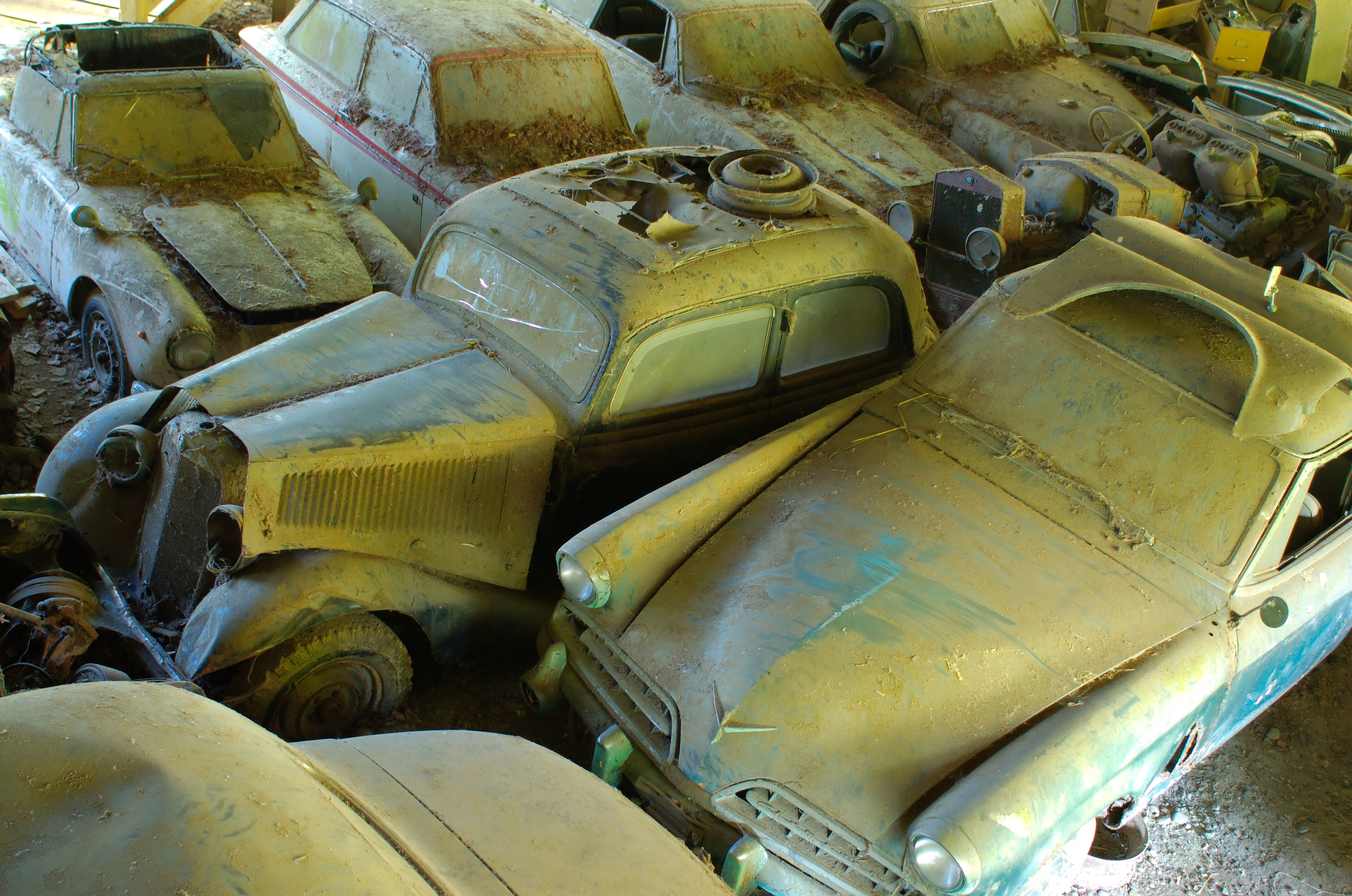
Cementerio de coches en Kaufdorf.